# Aquilino Coppini
Aquilino Coppini (mort en 1629) était un musicien italien spécialiste des « contrafacta » de Monteverdi.

## Biographie
On sait peu de choses sur Aquilino Coppini. Détenteur de la chaire de rhétorique à l'Université de Pavie, il faisait partie du cercle du cardinal Federico Borromeo et était un latiniste reconnu. Il fut membre de l'Accademia degli Inquieti de Milan.

## Publications
- Musica tolta da i madrigali di Claudio Monteverde, e d'altri autori … e fatta spirituale, a cinque, et sei voci, Milan, 1607
- Il secondo libro della musica di Claudio Monteverde, e d'altri autori a cinque, Milan, 1608 (perdu)
- Il terzo libro della musica di Claudio Monteverde a cinque voci fatta spirituale da Aquilino Coppini, Milan, 1609
- Aquilini Coppini in Ticinensi Gymnasio Artis Oratoriae Regij Imperatoris Epistolarum libri sex, Milan, 1613 (lire en ligne)